# Antillone
Antillone (Puneigä in walser) è un centro abitato situato nel comune italiano di Formazza.
Il centro sorge poco prima della galleria della casse, che in circa 3 km porta da Foppiano a Fondovalle.
Nei pressi di Antillone vi è un laghetto. Non è abitato stabilmente tutto l'anno, sono presenti solo case di vacanza.

## Monumenti e luoghi d'interesse

### Architetture religiose

#### Oratorio della Visitazione di Maria
L'oratorio è meta delle processioni della Val Formazza e al suo interno conserva numerose iscrizioni dei passanti risalenti anche al 1700.